# Frederick Hawksworth

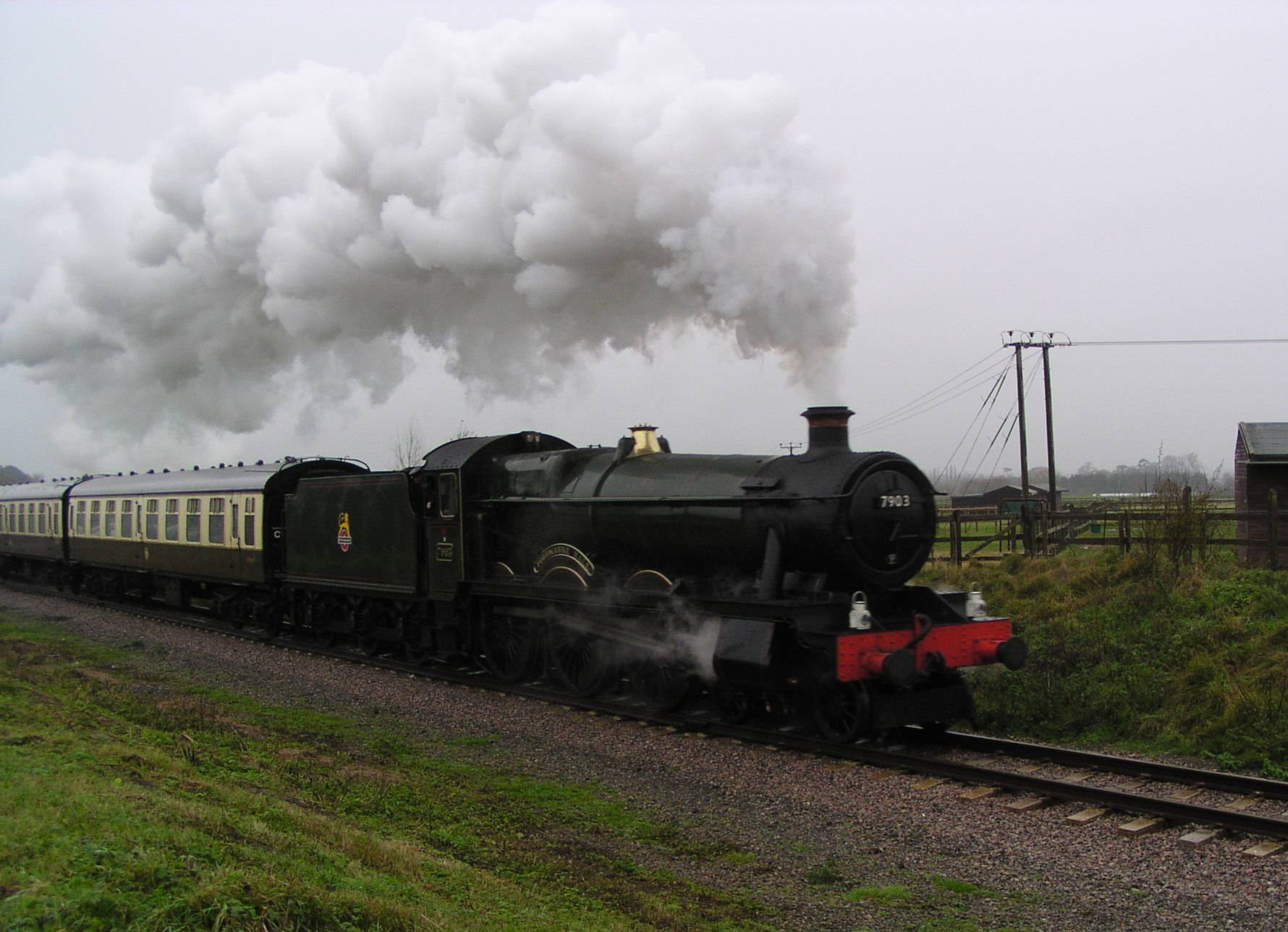
Locomotora preservada 'Hall Modificada' 7903 Foremarke Hall

Frederick William Hawksworth (10 de febrero de 1884 - 13 de julio de 1976), fue un ingeniero mecánico británico, diseñador de numerosas locomotoras de vapor. Vinculado a lo largo de toda su carrera al Great Western Railway (GWR), se convirtió en el último ingeniero mecánico jefe de la compañía ferroviaria.

## Comienzo de su carrera
Hawksworth pasó toda su carrera en los Talleres de Swindon del GWR. Se incorporó a la empresa como aprendiz en 1898, a los 15 años, convirtiéndose en aprendiz de delineante en 1905 a las órdenes de George Jackson Churchward.
Hawksworth fue uno de los "jóvenes brillantes" de Churchward, y participó en sus diseños revolucionarios, incluidos los planos de la disposición general de la fracasada locomotora "The Great Bear", concebida inicialmente para convertirse en el buque insignia al frente de los veloces trenes expresos de la compañía.
Tras la jubilación de Churchward en diciembre de 1921, Hawksworth fue nombrado proyectista jefe de su sucesor Charles Collett, para quien coordinó el trabajo en las maáquinas de la Clase King. En 1932 fue nombrado Asistente del Ingeniero Mecánico Jefe, tras la salida de William Stanier al Ferrocarril de Londres, Midland y Escocés. Poco después se convirtió en asistente principal. Sin embargo, después de haber estado a la vanguardia del desarrollo de las locomotoras de vapor, las ideas en los Talleres de Swindon se habían estancado un poco en los últimos años de Collett, próximo a cumplir los setenta años, y cuya renuencia a renunciar al puesto de ingeniero mecánico jefe se tradujo en que Hawksworth tardara en asumir este puesto.
Según un obituario, Hawksworth "contribuyó decisivamente a la modernización de la planta de pruebas estacionarias de locomotoras en Swindon, y el desarrollo de los procedimientos de prueba que tuvo lugar a finales de la década de 1930 fue finalmente aceptado por British Railways como un estándar nacional".

## Ingeniero Mecánico Jefe
Hawksworth se convirtió en ingeniero mecánico jefe tras la jubilación de Collett (a la edad de 70 años) en 1941. Continuó con la tradición de diseño en la que había estado involucrado en su carrera, pero también realizó algunas mejoras importantes. En particular, el sistema de vapor sobrecalentado comenzó a adaptarse a las clases de locomotoras más grandes bajo su dirección, y los talleres comenzaron a hacer mucho más uso de la construcción soldada. Otro nuevo concepto destacado fue un ténder con costados lisos utilizando una construcción con soldaduras, dando una apariencia mucho más suave que el diseño tradicional con costados escalonados y placas remachadas.

### Clase Hall Modificada
Su primer diseño propio, que se comenzó a producir a partir de 1944, fueron las locomotoras de la Clase Hall Modificada, un desarrollo significativo del diseño de Collett equipado con un sobrecalentador más grande y una construcción del cilindro de la caldera y del bastidor muy diferente.

### Clase County
Después de la Segunda Guerra Mundial se produjeron cuatro diseños nuevos más, en su mayoría mejoras de tipos anteriores. La Clase 'County' 4-6-0 fue la última y más potente locomotora del GWR con 2 cilindros, la culminación de una línea que comenzó con las máquinas de la Clase 'Saint' 42 años antes. El chasis era similar al de la Clase Hall Modificada, pero las calderas tenían un nuevo diseño, de mayor diámetro que la caldera Std 1 (de las Hall), pero de menor diámetro y apreciablemente más cortas que la caldera de las locomotoras de la Clase Castle. Esta caldera se valió de recursos que ya estaban disponibles en las calderas de las máquinas del LMS Clase 8F Stanier 2-8-0, que Swindon había construido para la compañía Railway Executive durante la Segunda Guerra Mundial. Con una presión de trabajo de 280 psi, permitía disponer una presión más alta que cualquier otra caldera anterior del GWR. Usaron algunos de los nombres de las desaparecidas locomotoras de la Clase County 4-4-0s, originalmente diseñadas por Churchward.

### Clase 9400
Las máquinas 0-6-0 de la Clase 9400 eran locomotoras con tanques de alforjas y equipadas con  calderas de tubos de fuego. Fueron construidas en grandes cantidades por contratistas externos. Eran similares a las de la Clase 5700 por debajo del estribo, pero tenían una caldera mucho más grande que les daba más potencia y peso adherente y, por lo tanto, mayor capacidad de frenado. Solo las primeras diez unidades, construidas por los Talleres de Swindon, llegaron a pintarse con la librea del GWR. Las dos últimas unidades de la serie ya salieron con la librea del British Rail.

### Clase 1500
Podría decirse que su diseño más radical fue la Clase 1500. Tenía la misma caldera que la Clase 9400, pero un chasis completamente nuevo con una distancia entre ejes más corta, incluyendo engranajes de válvulas Walschaerts exteriores y sin placa de rodadura, e hizo un uso considerable de la construcción soldada. Fueron diseñadas para facilitar su mantenimiento.

### Clase 1600
El último diseño de Hawksworth fue una locomotora tanque de alforjas 0-6-0 convencional muy liviana, la Clase 1600. Esta fue una modernización de la Clase 2021, que ya había sido dada de baja.

### Otros diseños
Hawksworth participó en los encargos de máquinas de maniobras diésel y de dos locomotoras de turbina de gas-eléctricas experimentales, numeradas 18000 y 18100.

### Diseños propuestos
Tras haber trabajado en la locomotora GWR No.111 'The Great Bear', Hawksworth planeó construir una máquina tipo Pacífico para el Great Western Railway, pero el diseño nunca llegó a materializarse. Sin embargo, su diseño se ha modelado digitalmente para el programa Train Simulator 2022, por Caledonia Works, que ha denominado estas máquinas como Clase 8000 'Cathedrals'.

## British Railways
Hawksworth siguió siendo ingeniero mecánico jefe hasta la formación de la Región Oeste de British Railways en 1948, y continuó trabajando en el diseño de locomotoras hasta que se jubiló a finales de 1949.

## Jubilación y muerte
Tras su jubilación, pasó a ser presidente de los magistrados de Swindon desde 1951 hasta 1959, y fue nombrado hombre libre del municipio en 1960. Murió en Swindon en julio de 1976. Sus cenizas están enterradas en la Iglesia de San Marcos de Swindon, junto al antiguo emplazamiento de los Talleres de Swindon.

## Preservación
Sobreviven ejemplos de todos los diseños de Hawksworth, excepto de las máquinas 'County'. La Great Western Society está en proceso de construir una réplica de la locomotora No.1014 County of Glamorgan, utilizando el bastidor de una 'Hall Modificada' y partes de la caldera de una LMS Clase 8 2-8-0, así como una chimenea original de la máquina No.1006 County of Cornwall, un regulador de la No.1011 County of Chester, y un inversor de la No.1024 County of Pembroke.
Sus locomotoras conservadas son las siguientes: 'Hall Modificada' No.6960 Raveningham Hall, No.6984 Owsden Hall, No.6989 Wightwick Hall, No.6990 Witherslack Hall , No.6998 Burton Agnes Hall y No.7903 Foremarke Hall. Quedan dos máquinas tanque con depósitos de alforjas de la Clase '9400', la No.9400 y la No.9466. Solo queda una de sus Clases '1500' y '1600', la No.1501 y la No.1638. Otra 'Hall Modificada' sobrevivió, la No.7927 'Willington Hall', aunque su caldera fue trasladada a la 'Grange' de nueva construcción, y los bastidores se estaban utilizando en la réplica de una 'County' antes mencionada.
Algunas de estas locomotoras fueron enviadas al desguace de Barry antes de que se decidiera conservarlas, como las Nos.6960, 6984, 6989, 6990, 7903, 7927 y 9466. Sin embargo, varias de sus locomotoras enviadas a este depósito de chatarra fueron desmanteladas, incluidas las '9400' Nos.8419, 8473, 8475, 8479, 9436, 9438, 9439, 9443, 9445, 9449, 9459, 9462, 9468, 9491, 9492, 9496 y 9499.